# Јожеф Тураи
Јожеф Тураи (мађ. Turay József; Сегедин, 1. мај 1905 — Будимпешта, 24. јун 1963) је био мађарски фудбалски репрезентативац, који је играо на позицијама нападача, играо је за Мађарску на Светском првенству 1938. године.

## Каријера

### Клуб
У каријери Тураи је играо за Ференцварош, Хунгарију ФК и Ујвидеки АК. Такође је играо за Ганз ТЕ.
Тураи је почео да игра фудбал у Репенте утца ШК. Године 1926, године када је уведен професионални фудбал, Иштван Тот Потиа га је наговорио да пређе у Ференцварош. Играч који може да буде распоређен као центарфор је у почетку био само на клупи, пошто је Михаљ Патаки, који је био стални члан прве поставе, играо на овој позицији. Иако је имао мало прилика, успео је да слави два пута на крају своје прве сезоне у Фрадију: постао је шампион Мађарске и освајач купа. Након што се Патаки пензионисао, Тураи је добио сталну прилику и формирао је сјајну линију нападача са Вилмошом Кохутом и Јожефом Такачем. У својој првој сезони постао је најбољи стрелац првенства са 31. голом. Токај је био нападач, који је сјајно користио обе ноге, бриљирао је углавном у асистенцијама на гол, али су и његова осетљивост на гол и игра главом били одлични. Након поновног тријумфа у лиги и купу 1927. године, квалификовали су се за Митропа куп. У Митропа купу победом над БСК Београдом и Адмиром из Беча су стигли до финала где их је чекао Рапид из Беча. Заправо, све је било бити одлучено у првом мечу, када је Фради у Будимпешти победио са 7 : 1. У реваншу у Бечу, иако је Рапид победио 5 : 3, Ференцварош се показао бољим и освојио трофеј. На мечу у Бечу Тураи је постигао један гол. Зелено-бели су 1932. поново освојили првенство, побеђујући у сваком мечу. Предња линија Тураи-Такач-Кохут, коју су допунили Геза Толди и Михаљ Танкош, постигла је 105 голова у првенству. Турај је ове године изабран за најбољег мађарског фудбалера. Након што су 1933. освојили Куп Мађарске, напустио је тим и отишао у ривалску ФК Хунгарију. За плаво-беле је играо на позицији, иза центарфора Ласла Чеха, у везном реду. Године 1936. и 1937. освојио је још две шампионске титуле са тимом који је тренирао Алфред Шафер. У клубу је остао до 1940. године. Каријеру је завршио у Ганз ТЕ и Ујвидеки АК.

### Репрезентација
Први пут је изашао на терен у националном дресу у априлу 1928, када је Мађарска победила Чехословачку са 2 : 0 на Купу европских нација. Неколико месеци касније, постигао је свој први међународни гол против Швајцарске. Играо је и на утакмици у Будимпешти где су Италијани савладали репрезентацију Мађарске и освојили први пут најављени Куп европских нација. Тураи је имао сигурно место у тиму, где је понекад играо и као лево крило. Након што је променио клупске тимове и позиције, мање су га очекивали у репрезентацији. Иако је био члан репрезентације на Светском првенству 1934, није добио прилику да игра. Од 1935. поново је позван у репрезентацију, али се појавио нешто касније. Наредних година поново је редовно играо у дресу са грбом, а био је и на Светском првенству 1938. У Француској је играо на сваком мечу осим финала. После победе над Швеђанима од 5 : 1 у полуфиналу, управа тима је направила тактичку промену унутар тима. Ђерђ Сич је заменио Тураија у стартној постави. Мађарска је у финалу изгубила од репрезентације Италије са 4 : 2. Потом Тураи је наступио на још четири репрезентативне утакмице. Године 1939. против Пољске је 48. и последњи пут обукао дрес. У каријери је постигао укупно 11 голова за репрезентацију.